# チョコレート・アンダーグラウンド
『チョコレート・アンダーグラウンド』は、イギリスの人気作家アレックス・シアラー著の少年、少女向けのファンタジー小説、冒険小説。それを原作としたアニメ、コミック。
元々は、イギリスのBBCの子供向け連続テレビドラマとして創作されたが、評判となり小説化された。原題は、「Bootleg」（密造、密売という意味）で、日本で出版される際に、作家の許諾を得て出版元の求龍堂編集部が題名を変えてだしたところヒット作品となった。その後、ミューズ・インター社が博報堂の支援を受けてアニメ映画化を進め、この過程で集英社からコミック化も実現した。

## あらすじ
舞台は、ヨーロッパのどこかの国。国民が、義務であるべき投票に行かなかったせいで、選挙で勝利をおさめた健全健康党（原語では「Good for You」で「GFY」と呼ばれる）がチョコレート禁止法を発令。チョコレートをはじめとするお菓子や飲み物を健康に悪いという理由だけで禁止した。こんなおかしな法律に従えるか!と、子供たちが立ち上がってレジスタンスを起こし、チョコレートの密造・密売を始める。

## 書誌情報

### 小説
2004年5月に、求龍堂から金原瑞人により翻訳され出版された。
- チョコレート・アンダーグラウンド - ISBN 4-76-300420-4

### コミック
別冊マーガレット2008年2月号から2008年7月号にて山川あいじによって連載された。原作小説ではなく映画をベースとしている。全国書誌番号:00021631。
- 『チョコレート・アンダーグラウンド』（集英社 マーガレットコミックス / 2008年10月24日発売）ISBN 978-4-08-846349-0

### DVD
- 『チョコレート・アンダーグラウンド ぼくらのチョコレート戦争』（パラマウント ジャパン 2009年9月25日 / 品番：PPA-200001）全国書誌番号:21660863

## アニメ
『チョコレート・アンダーグラウンド～ぼくらのチョコレート戦争～』としてアニメ化された。小説を原作としているが、シアラーの許諾を得たうえで、主人公に少女を加え、ストーリーも脚色されたオリジナルアニメになっている。2009年1月31日に、バレンタインキャンペーン用のガーナチョコ版が劇場公開された。これに先立ち、ソフトバンクモバイルとYahoo!動画で2008年6月より無料配信を行った。オリジナルアニメを劇場公開前に、携帯とネットでフルストーリーを配信するのは、世界初の試みであった。劇場版は配信版に約20分の新規映像を追加した完全版となっている。

### スタッフ
- 監督：浜名孝行
- 特殊効果：長谷川敏生
- CG監督：磯部兼士
- 脚本：吉村清子
- 撮影監督：だいけんいち
- メインキャラクター原案：山川あいじ
- 編集：植松淳一
- キャラクターデザイン・作画監督：後藤隆幸
- 音響監督：平光琢也
- メカニックデザイン：岩永悦宜
- 音楽：SUPA LOVE
- 美術監督：明石聖子
- アニメーション制作：プロダクションI.G・トランス・アーツ
- 色彩設計：赤間三佐子
- 美術：スタジオ・ユニ
- オープニングテーマ「健全健康党 党歌」
- 主題歌「MAKE UP」（西野カナ）
- 挿入歌「Kirari」（西野カナ）、「I give you one more chocolate」（岡嶋かな多）
- プロデューサー：木森一隆、白川洋次郎、八木昭二、尾崎健史、山田英久、森下勝司、森田俊昭

### あらすじ
舞台設定は原作同様、ヨーロッパのどこかの国で健全健康党によるチョコレート禁止令が発令されている。人々はチョコレートを始めとするあらゆるお菓子の飲食・所持を禁じられ、健全健康党が推奨する不味い健康食のみを食べる事を強いられていた。チョコレートを隠し持とうものなら、チョコレート探知ロボット「カカオ」やチョコレート警察による暴力や家屋の破壊も辞さない過激な取り締まりによって逮捕され、強制収容所に入れられてしまう。
パン屋の息子であるスマッジャーと親友のハントリーはそんな世の中への不満を隠さず、健全健康党に忠誠を誓うクラス委員長のフランキーに目の敵にされていた。ある日の放課後、二人はいつものように好意を抱くルイーズの菓子店に行くと、ルイーズがこぼした「次のバレンタインこそ手作りチョコレートを送ろうと思ってたのに」という言葉に「誰にあげるのか」と飛びつき、ルイーズは苦し紛れにある噂に話を逸らす。それは街はずれの廃坑で密売人がチョコレートの取引をしているというものだった。
ただの噂と思いつつも、ルイーズにチョコレートをプレゼントしたい一心で二人は廃坑に向かう。そこで二人はチョコレートの包み紙と謎の文字を発見する。ハントリーはこれを暗号と考えて解読し、それに従って廃坑の奥に進むと「アンダーグラウンドチョコレートパーティ」という地下バーに辿り着く。噂通り、そこでは密売人による自作のチョコレートが振る舞われていた。暗号を解いた者として歓迎を受けた二人は、久しぶりのチョコレートの味に舞い上がるも直後、チョコレート警察が廃坑に踏み込んできた。トロッコでなんとか逃げ切った二人は、そのトロッコに積まれている大量のチョコレートの原料に気付く。
翌日、スマッジャーはバー主催者や関係者の逮捕をニュースで知る。その中にはバーの客だったクラスメイトのデイブもいた。ただチョコレートを食べただけで犯罪者扱いされる体制の異常さに改めて憤るスマッジャーとハントリーは、手に入れた原料を使って自分達が新たなチョコレートバーを作る事を決意。しかしチョコレートの作り方など分からず、今やインターネットでもチョコレートの情報は調べられない。そこでルイーズは政府の検閲の届かない古本屋を紹介する。そこの店主ブレイズは地下バーで会った青年で、あの暗号を作った本人だった。彼の協力を得てチョコレートの作成に成功したスマッジャー達は自由とチョコレートを取り戻すべく密造・密売を始める。
ルイーズの店では合言葉でチョコレートを売り、信頼を得た客のみがブレイズの店の地下室に作られた新たなバーに招待されるようになった。噂はあっと言う間に広まり、客も増えていったが、彼らの行動を怪しんだフランキーはチョコレート警察に密告。スマッジャーらはブレイズの店の構造を活かして強制捜索を上手く躱したものの、警戒したハントリーは営業を一旦控えるように提案する。それに対し、スマッジャーは「ここで諦めたらせっかく灯した火が消えてしまう」と反対し、営業を続けた。しかしそれから間もなくチョコレート警察は執拗な調査によってブレイズの店の秘密を突き止め、とうとうバーが襲撃されてしまう。スマッジャーは仲間や客を逃がすために奮戦するも逮捕され、バーも壊滅してしまった。
フランキーはスマッジャーの逮捕を受けて罪悪感に苛まれ、彼が密告者であると気付いたハントリーは決闘を挑む。そこでハントリーは、ジャーナリストであるフランキーの兄のジョーがチョコレート警察に逮捕されている事と、彼の行為は全て兄の罪を軽減するためであったと知る。ハントリーとの殴り合いを経てフランキーは改心。ルイーズも消沈するブレイズを鼓舞していた。
健全健康党の結党を祝う「ヘルシー記念祭」の当日、収容所に入れられたスマッジャーはデイブと再会し、脱獄を図る。フランキーは公の場で健全健康党党首のヘルシーに辞職要求を突きつけ、周囲の子供らと共にレジスタンス「チョコレート・アンダーグラウンド」を名乗り、健全健康党に宣戦布告する。同時刻、ハントリー、ルイーズ、ブレイズはチョコレートを使って警備のカカオ部隊の攪乱を行い、スマッジャーも解放した囚人と共に暴動を起こして収容所を壊滅させていた。スマッジャーはハントリーらと合流し、特別棟に収容されていたジョーを救出。取り戻したチョコレートをばら撒きながらテレビ局を目指し、電波ジャックで健全健康党の真実を暴露しようとする。しかし彼らの前に対策本部長の乗る巨大兵器ネオ・カカオが立ちはだかり、トラックを壊されてブレイズは負傷し、ルイーズも捕まってしまう。しかし暴れたルイーズの足がネオ・カカオのコントローラーのコードに引っ掛かり、誤作動によってネオ・カカオの撲滅モードが起動する。暴走するネオ・カカオに追い回されるスマッジャーだったが、チョコレートを使った作戦でネオ・カカオを自滅に追い込み、落下したルイーズもハントリーに助けられた。
式典会場には囚人らが駆けつけ、健全健康党の目的が国民の健康ではなくこの国を牛耳る事だという真実がジョーから暴露される。同時にテレビからハントリーとスマッジャーの声が響き渡った。テレビ局のスタジオから、二人はチョコレートへのありったけの思いを国中に語る。その二人に対策本部長が銃を向けるが、外では大勢の人々がチョコレートのシュプレヒコールを上げていた。対策本部長は観念し、往生際の悪いヘルシーもフランキーの策略で完全に失脚する。人々は自由とチョコレートを勝ち取ったハントリーとスマッジャーに喝采を送り、ルイーズは二人の頬にキスをするのだった。

### キャラクター
ハントリー・ハンター
声：豊永利行
主人公の一人。冷静で頭のよいチョコレートが大好きな中学三年生。スマッジャーとは親友。ルイーズからチョコレートの密売人達が開催している「アンダーグラウンドチョコレートパーティ」の噂を聞かされ、スマッジャーと共に真偽を確かめるべくその場所へ赴く。暗号を解き、チョコレートバーに辿り着くも、直後にチョコレート警察の襲撃を受けてしまう。しかし脱出の際に偶然にもカカオや砂糖などと言ったチョコレートの原材料を手に入れ、新たなチョコレートバー「チョコレート・アンダーグラウンド」を設立することを決意する。菓子作りはあまり得意ではない。
スマッジャー・ムーア
声：水沢史絵
主人公の一人。元気活発で正義感の強い中学三年生。パン屋の息子で、チョコレートも大好き。ハントリーとは親友。健全健康党党歌の替え歌を堂々と歌うなど、体制への不満を隠そうとしない。ハントリーと共にチョコレートの原材料を手に入れ、チョコレートバーの設立を実行する。パン屋の息子だけあって菓子作りは得意だが、ハントリーとは対照的に勉強が苦手。
ルイーズ・バビ
声：高橋美佳子
原作には登場しないアニメオリジナルのヒロイン。バビおばさんのチョコレート屋の看板娘で、チョコレートをとても愛する元気活発な16歳の高校生（初登場時のみ学校の制服を着ている）。スマッジャーとハントリーとは友人であり、よきお姉さん的存在でもある。二人に好意を持たれているが、彼女自身はジョン・ブレイズにあこがれている。当初は手作りバレンタインチョコの為のチョコレートを欲しがっていたが、スマッジャーとハントリーが渡す相手が誰なのか問い詰めてきた為、誤魔化そうしてチョコレート密売人の噂を話す。それが全ての始まりとなった。
原材料を手に入れたスマッジャーとハントリーからチョコレート作りを持ち掛けられ、その作り方を調べる為にブレイズの古本屋を紹介。彼等と共にチョコレートを作り上げ、チョコレートバー開設に協力する。その途中に17歳の誕生日を迎え、バーを上げてのパーティーが開かれた。事件後は、当初の宣言通りブレイズとスマッジャーとハントリーの三人にそれぞれバレンタインチョコを渡した。
ジョン・ブレイズ
声：鈴木達央
古本屋の店主。クールなチョコレート好き。アンダーグラウンドチョコレートパーティのメンバーの一人で、バーの場所を記した暗号を考案した人物である。バー壊滅後はハントリー、スマッジャー、ルイーズに協力し、新たなチョコレートバーとして自身の店の地下室を提供する（本を守る為の防湿材がチョコレートの探知レーダーを防ぐ事による）。格闘にも精通しており、数人のチョコレート警察に一斉に襲い掛かられても返り討ちにしている。
バビおばさん
声：森ひろ子
ルイーズの祖母でチョコレート屋の店主。今の世の中を作ったのは選挙に無関心な自分たち大人の責任であると考えている。スマッジャーらがチョコレートの密造を始めると協力し、自身の店で合言葉による密売を行なった。最後の戦いでは人々を鼓舞し、チョコレート警察に果敢に立ち向かう。
原作ではスマッジャー、ハントリー、ブレイズに並ぶ主要人物だが、映画ではルイーズの登場によって出番は控えめとなっている。
カイリー・ムーア
声：中川里江
スマッジャーの妹。兄とチョコレートが大好き。スマッジャー達のチョコレートバー設立に際してチョコレートの製造に参加する。スマッジャーが逮捕されても体制に従い続けることしか出来ない両親を叱咤し、その後はパン作りを再開した父を手伝った。
デイヴ・チェン
声：知桐京子
ハントリーとスマッジャーの同級生。アンダーグラウンドチョコレートバーの参加者だったが、襲撃時にスマッジャーがデイブの名を叫んでしまった為に身元がばれ、対策本部長に逮捕される。後に収容所にて同じく逮捕されたスマッジャーと再会。共に脱出を目指す。
フランキー・クローリー
声：金田アキ
スマッジャー達のクラスのクラス委員長。冷徹な性格で、健全健康党に忠実。しかしそれはチョコレート警察に捕われた兄の待遇改善の為に健全健康党に従わざるを得なかったが故である。スマッジャー達のバーの存在に気付き、健全健康党に密告する。その結果、スマッジャーは逮捕され、やがて良心の呵責に苦しむことになる。密告に気付いたハントリーとの決闘の末に改心し、ヘルシーに直接立ち向かうと言う困難な役割を引き受ける。ヘルシー記念際当日にはヘルシーに花束を送る「良い子代表」の立場を利用し、公の場でヘルシーに辞職要求を突き付けた。同時に花束には隠しカメラを仕込んでおり、ヘルシーの実態をリアルタイムでネットに流す形で失脚させる。事件後は救出された兄と再会した。
マートル・パーキンス
声：秋谷智子
スマッジャー達のクラスの副委員長。口うるさく、健全健康党に忠実だが、物事の善悪について深く考えている訳ではなく、大人の決めたことに黙って従っているだけである。フランキーが改心した後は共にチョコレート・アンダーグラウンドに参加し、健全健康党に立ち向かった。
ジョー・クローリー
声：津田健次郎
フランキーの兄。健全健康党の悪事を暴く為に行動していたが、チョコレート警察に逮捕され、収容所に送られた。現体制に異を唱えた事から囚人達の中でも特に重い刑罰を受けていたが、スマッジャー達に救出され、最後は聴衆の前でヘルシーを糾弾した。その後、弟と再会を果たす。
ロン・ムーア
声：藤原啓治
スマッジャーの父でパン屋を営む。元々は人々を笑顔にするパンを作っていたが、現在では健全健康党の定めた法律により不味い健康パンしか作れず、そのもどかしさから子供達にもつい辛く当ってしまっている。しかし実はパンの材料を隠し持っており、スマッジャー達が戦っていることを知ると、それに応えるべくパン作りを再開し、町の人に配った。
トリーシャ・ムーア
声：藤葉愛香
スマッジャーの母。健全健康党の政策によって変わってしまった家族を心配している。スマッジャーらの戦いを知ると、パン作りを再開した夫を手伝った。
キャロル・ハンター
声：坂本真綾
ハントリーの母。未亡人で、夫（ハントリーの父）は味にうるさい人物だったらしい。まずい健康食品でも息子においしい料理を食べさせたい一心で工夫を重ねている。クライマックスではハントリーらがばら撒いたチョコレートを拾い、民衆のシュプレヒコールに参加して声を上げた。
ヘルシー
声：西凜太朗
健全健康党党首。チョコレートを含むあらゆるお菓子、その他関連食品を禁止し、更に国民の健康のためと嘯いて不味い健康食品の飲食を強制した元凶。自身の出演する健全健康党のCMを強制的に国民に見せており、このCMの間はチャンネル変更は勿論、電源を切ることも音量を下げることすらも出来ない。
国民が選挙に無関心なのを良い事に票を伸ばし、当選するや否や現在のような体制を作り上げた。健全健康という建前の裏では健康食品メーカーとの癒着によって暴利を貪っており、逆らう者は容赦なく収容所送りにしている悪党である。自身も決して国民に支持されておらず、ヘルシー記念祭の時もテレビクルーからは「くだらねえよな」とぼやかれ、中継の様子が映る街頭テレビは誰も見ていなかった。
最後はジョーによって自身の真意を暴かれるも、自分を選んだのは国民であり自分は宣言した通りの政策を推し進めただけだと開き直り、聴衆を全て収容所送りにしようと目論んだが、実はフランキーの持っていた花束に隠しカメラが仕込まれており、会場での様子は全てネット中継で公開されていた。逆上してフランキーに襲い掛かるも子供らにカーペットから滑り落とされ、呆気なく気絶。その後は逮捕された。
対策本部長
声：小西克幸
チョコレート警察を率いる男。暴力も辞さない過激な取り締まりで多くの違反者を収容所送りにしてきた。秩序こそが全てという考えの持ち主で、民衆が社会の行く末を委ねた健全健康党こそが秩序であり、それに少しでも逆らう者は全て「不健全」「法を犯すクズ」と看做して排除しようとする。スマッジャーに健全健康党の出鱈目さを訴えられても「その健全健康党に社会の行く末を委ねたのは民衆であり、社会の現状も民衆が望んだ結果だ」と一蹴している。一方、チョコレート自体を「健康を蝕むもの」として毛嫌いしたり、ホット青汁なるものを「いい味だろう？」と言ってフランキーに飲ませるなど、自身も健全健康党の思想に染まっている節も窺わせる。
レジスタンスが行動を起こすと、自らネオ・カカオを駆ってスマッジャーらの前に立ちはだかる。スマッジャーの機転でネオ・カカオは破壊され、最後は自由とチョコレートを求める民衆の意志を前に降参した。事件後は交通整理と言う形で秩序を守っている。

### チョコレート・アンダーグラウンド製作委員会
ヘキサゴン、SMEレコーズ、博報堂、ミューズインター、ウォーターマーク、OCC、セルシス、映画専門大学院大学、C.U.G.投資組合（ジェイビック・ベンチャーキャピタル）

## ミュージカル
2025年6月5日から6月15日までよみうり大手町ホールで、2025年6月21日に森ノ宮ピロティホールで、2025年6月28日から6月29日まで富山県民会館 ホールで上演。主演は、北川拓実。

### スタッフ（ミュージカル）
- 原作：アレックス・シアラー
- 翻訳：金原瑞人（求龍堂）
- 脚本・作詞：高橋亜子
- 演出：石丸さち子
- 音楽：オレノグラフィティ

### キャスト（ミュージカル）
- スマッジャー - 北川拓実
- ハントリー - 東島京
- フランキー - 木村来士
- モファット - 平野綾
- ジョン・ブレイズ - 岡田浩暉
- バビおばさん - 土居裕子
- 様々な役[注 2]
  - 浦嶋りんこ
  - まりゑ
  - 小松季輝
  - 佐藤匠
  - 中川賢
  - 陰山泰